# カルガリーの交通
カルガリーの交通では、カルガリー市内の交通機関について記述する。

## 空港
カルガリー国際空港